# Шлак (сварка)

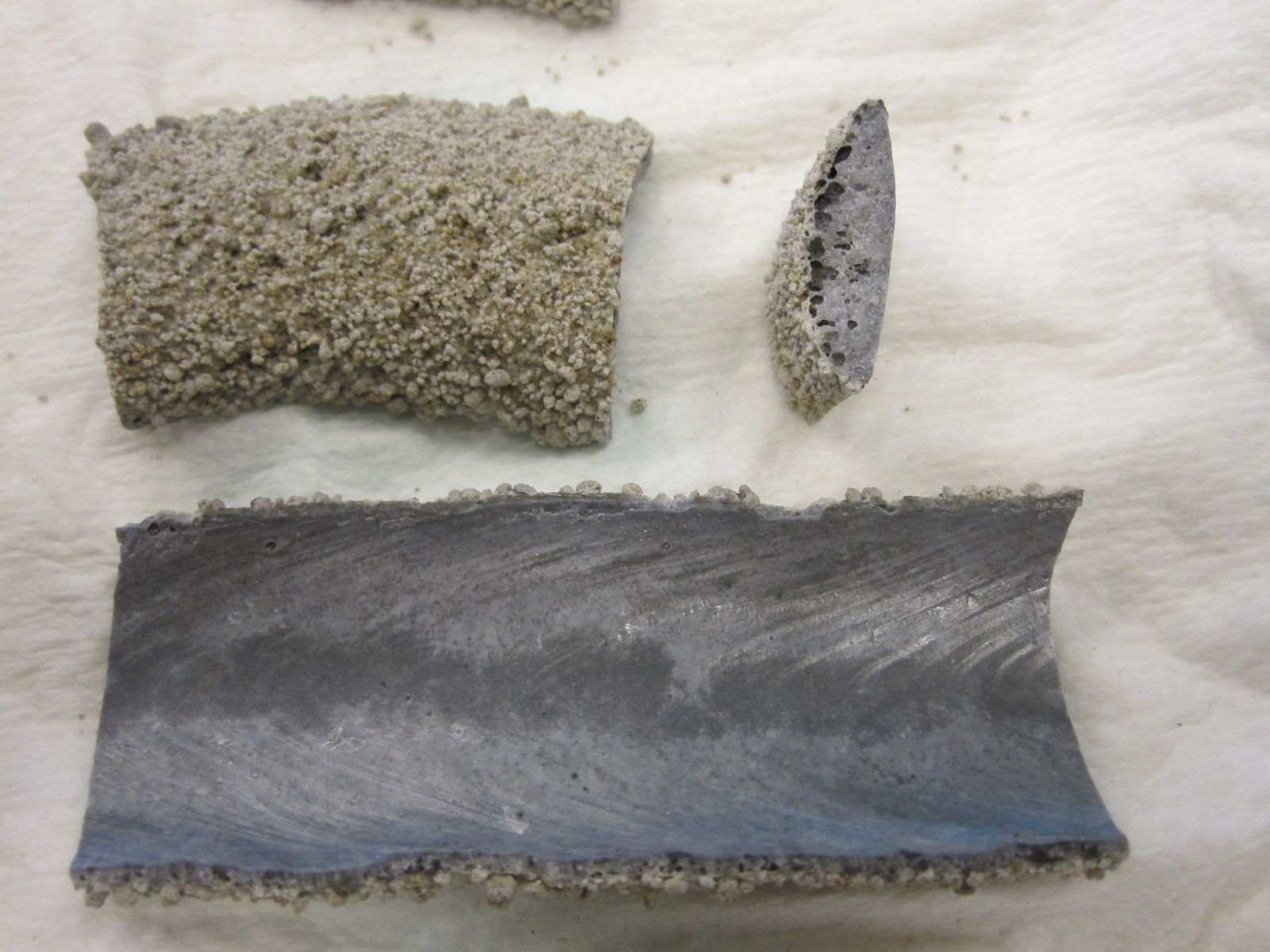
Шлак, полученный при дуговой сварке

Сварочный шлак — стекловидный материал, получаемый как побочный продукт, выделяемый при процессах дуговой сварки, особенно экранированной дуговой сварки металла (также известной как ручная дуговая сварка), при сварке под флюсом и порошковой дуговой сварке. Шлак образуется, когда поток сплошного защитного материала, используемого в процессе сварки, плавится в верхней части зоны сварного шва. Сварочный шлак - это застывшая часть оставшегося флюса, охлажденного после сварки.
Специально подобранные сварочные шлаки могут выполнять задачу связывания в расплавленном металле вредных примесей.

## Технология получения
Сварочный флюс представляет собой сочетание карбонатных и силикатных материалов, используемых в процессе сварки для защиты сварки от атмосферных газов. Когда нагрев в зоне сварки достигает флюса, флюс расплавляется. Выделяемые газы предотвращают окисление металла.
Расплавленный флюс покрывает расплавленный металл в зоне сварки. Материалы подобраны так, что плотность расплавленного флюса / шлака ниже, чем у свариваемого металла, флюс всплывает на поверхность сварочного расплава и застывает при охлаждении.
Шлак, укрывая место сварки, уменьшает скорость охлаждения металла.

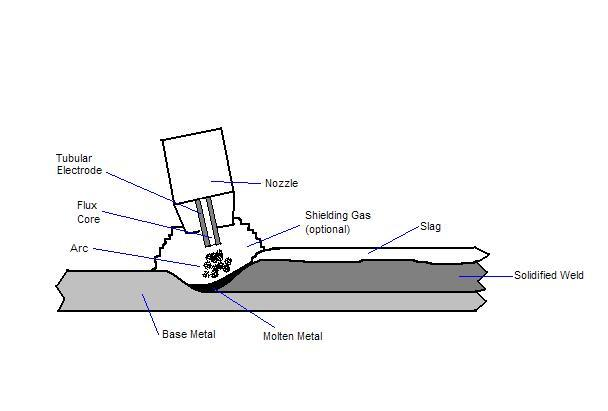
Процесс дуговой сварки с флюсом, показано выделение шлака

Сварочные шлаки состоят из кислых окислов: SiO2, Р2O5, В2O3 и основных: FeO, MnO, N1O, CaO, BaO, MgO, Na2O3, CuaO, K2O и др.

### Включения

Погружной процесс дуговой сварки с выделением шлака

Шлак может взаимодействовать с затвердевшим металлом, если по разным причинам он не всплывет на поверхность расплавленного металла. Полученные шлаковые включения являются дефектом. Включения видны на поверхности металла после его очистки. Включения могут быть полностью в металле, для их удалений необходимо металл сверлить и вновь сваривать.

## Процессы

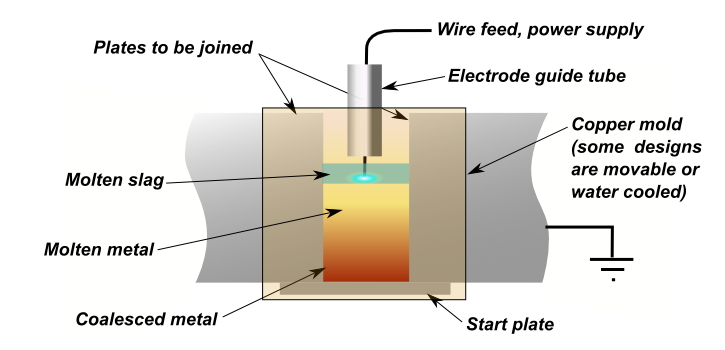
Процесс электрошлаковой сварки

Сварочные процессы с использованием флюса и образованием шлака:
- Дуговая сварка покрытым электродом, известная как РДС (SMAW)
- Дуговая сварка под флюсом, известная FCAW или FC
- Электрошлаковая сварка

## Удаление шлака
Шлак — это отработанный материал. Удаление шлака необходимо по четырем причинам:
- возможность проверить качество сварного шва;
- эстетичность или внешний вид;
- если проводится второй проход сварки поверх первой;
- для того, чтобы очистить поверхность для покрытия краской или маслом.

Удаление шлака обычно выполняется с помощью ручного или электроинструмента. Шлак можно отколоть специальным шлакоотбойным молотком с острым наконечником на одном конце. Электрические инструменты — углошлифовальная машина УШМ (болгарка с дисками или проволочной щеткой).